# Dave Lepard
Dave Lepard, nato David Roberto Hellman (Uppsala, 28 maggio 1980 – Uppsala, 20 gennaio 2006), è stato un cantante e chitarrista svedese.

## Biografia
All'età di sedici anni pubblicò un EP Strangers Hount by Demons con i Warpath, gruppo death metal svedese.
Nel 2000 fondò i Crashdïet, band sleaze metal di cui era il frontman e in cui ricopriva anche il ruolo di chitarrista ritmico.
Il 20 gennaio 2006 fu trovato morto nella sua abitazione di Uppsala: si suicidò tramite impiccagione, ma le cause che lo spinsero a tale gesto non sono mai state rese note.
Riguardo alla sua morte, i Crashdïet annunciarono sul sito ufficiale della band:

## Discografia

### Con i Warpath
- 1996 – Strangers Hount by Demons (EP)

### Con i Crashdïet
- 2005 – Rest in Sleaze